# Феррара (провінція)
Феррарська провінція (італ. Provincia di Ferrara) — провінція в Італії, у регіоні Емілія-Романья.
Площа провінції — 2 631 км², населення — 359 043 осіб.
Столицею провінції є місто Феррара.

## Географія
Межує на півночі з регіоном Венето (провінцією Ровіго) і Ломбардія (провінцією Мантуя), на заході з провінцією Модена, на півдні з провінцією Болонья і провінцією Равенна, на сході з Адріатичним морем.

## Основні муніципалітети
Найбільші за кількістю мешканців муніципалітети (ISTAT):
- Феррара — 133.893 осіб
- Ченто — 33.271 осіб
- Комаккіо — 22.825 осіб
- Арджента — 22.305 осіб
- Коппаро — 17.608 осіб